# Gypsum (Ohio)
Gypsum, durch Ortsansässige sinkhole oder God's Country genannt, ist eine Siedlung auf gemeindefreiem Gebiet (unincorporated community) in der östlichen Portage Township, Ottawa County, Ohio, Vereinigte Staaten. Gypsum liegt südlich der Mündung des Portage River am Ufer der Sandusky Bay des Eriesees. Obwohl es gemeindefrei ist, verfügt es über ein Postamt mit der Postleitzahl 43433.
Die Kinder der Familien aus Gypsum besuchen die Schulen im Port Clinton School District.

## Wirtschaft
Das Gebiet bekam seinen Namen vom Gips (englisch gypsum), der hier abgebaut wird. Der Gipsabbau ist der Motor für die Wirtschaft und das Bevölkerungswachstum des Landstrichs. Die Abbaustellen, die über das ganze Gebiet von Gypsum verteilt sind führen verstärkt zu Karsterscheinungen in Form von Dolinen. Daher wird der gesamte Abschnitt, vor allem die Hauptabbau- und Verladeflächen, von den Einwohnern oft einfach als sinkhole (Doline) bezeichnet. Die United States Gypsum Company hat hier ihren Sitz. Ihre Aufgabe ist neben dem Gipsabbau auch die Überwachung des Wasserhaushalts und der Erdbewegungen. Für den Güterverkehr und den Transport des Gipsminerals ist das Gebiet durch eine Eisenbahnlinie erschlossen. Der dolomithaltige Gips aus Gypsum wird in Ohio und angrenzenden Bundesstaaten auch als Dünger in der Landwirtschaft verwendet. Der Boden kann dadurch nicht nur mit Kalzium, sondern auch Magnesium versorgt werden.